# Fińsko-radziecki pakt o nieagresji

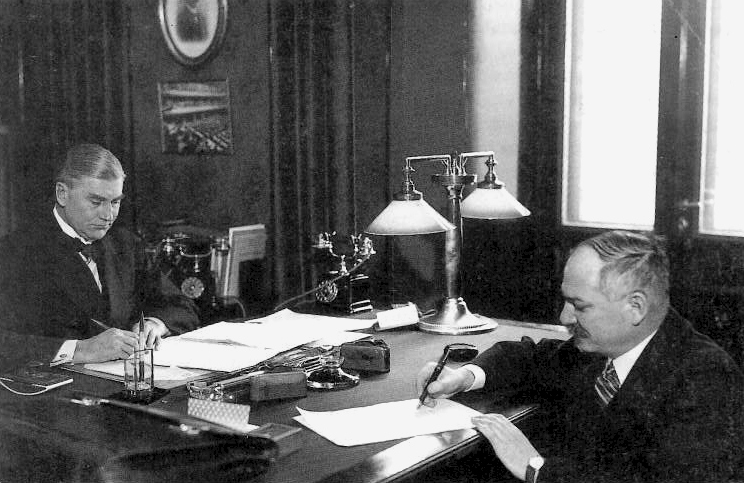
Podpisanie paktu 21 stycznia 1932 roku w Helsinkach; po lewej fiński minister spraw zagranicznych, Aarno Yrjö-Koskinen, po prawej poseł nadzwyczajny i minister pełnomocny ZSRR w Finlandii, Iwan Majski

Fińsko-radziecki pakt o nieagresji – pakt o nieagresji, podpisany 21 stycznia 1932 roku w Helsinkach przez fińskiego ministra spraw zagranicznych, Aarno Yrjö-Koskinena i posła nadzwyczajnego oraz ministra pełnomocnego ZSRR w Finlandii, Iwana Majskiego.
Umowa z Finlandią była jednym z kilku paktów o nieagresji, podpisanych w 1932 roku przez ZSRR z krajami graniczącymi z nim od zachodu (oprócz Finlandii była to Polska, Estonia, Łotwa i Litwa) celem zabezpieczenia zachodniej granicy przed wszelkim niemieckim ekspansjonizmem. Obie strony układu zobowiązały się do wzajemnego zagwarantowania nienaruszalności swych granic (Artykuł I) oraz rozwiązywania sporów przeprowadzanego w duchu sprawiedliwości i w oparciu o pokojowe środki (Artykuł V). Ponadto ustalono, że jeżeli jedna ze stron paktu będzie przedmiotem agresji ze strony jakiegoś innego kraju lub krajów, to druga w czasie trwania konfliktu zachowuje neutralność (Artykuł II).
7 kwietnia 1934 roku w Moskwie nastąpiło przedłużenie paktu do 31 grudnia 1945 roku, a sygnatariuszami byli ministrowie spraw zagranicznych: Finlandii, Aarno Yrjö-Koskinen i ZSRR, Maksim Litwinow. Inicjatywa ta po części była reakcją ZSRR na podpisaną 26 stycznia tego roku deklarację polsko-niemiecką o niestosowaniu przemocy. Podobnie kraj ten uczynił w przypadku paktów o nieagresji zawartych z innymi państwami, położonymi przy jego zachodniej granicy.
Układ został jednostronnie wypowiedziany przez ZSRR 28 listopada 1939 roku, dwa dni po ostrzelaniu wioski Mainila, o co władze radzieckie oskarżyły Finlandię, mimo iż w rzeczywistości jego sprawcami byli żołnierze Armii Czerwonej. Niedługo po zerwaniu paktu, 30 listopada nastąpiła inwazja ZSRR na Finlandię.